# Minettia bulgarica
Minettia bulgarica is een vliegensoort uit de familie van de Lauxaniidae. De wetenschappelijke naam van de soort is voor het eerst geldig gepubliceerd in 1981 door Papp.